# Estación de tren de Goslar
La estación de tren de Goslar (en alemán: Bahnhof Goslar) es una estación de ferrocarril ubicada en Goslar, Alemania.Fue inaugurada el 23 de marzo de 1866 y se encuentra en el ferrocarril Vienenburg – Goslar, el ferrocarril Hildesheim – Goslar y el ferrocarril Neuekrug-Hahausen – Goslar. Los servicios de trenes son operados por Erixx, Deutsche Bahn y Transdev Sachsen-Anhalt.

## Servicios de trenes
Los siguientes servicios actualmente llaman a la estación:
- Servicio regional RE 10 Hannover - Hildesheim - Goslar - Bad Harzburg
- Servicio regional RE 4 Goslar - Halberstadt - Aschersleben - Könnern - Halle
- Servicio regional RE 21 Goslar - Halberstadt - Aschersleben - Magdeburg
- Servicio regional HBX Goslar - Halberstadt - Magdeburg - Potsdam - Berlin
- Servicio regional RB 43 Goslar - Vienenburg - Wolfenbüttel - Braunschweig
- Servicio regional RB 82 Göttingen - Kreiensen - Goslar - Bad Harzburg

- Datos: Q18616524
- Multimedia: Bahnhof Goslar / Q18616524